# 陶光遠
陶光遠（1927年11月12日—2011年10月31日），別號傑，湖南澧縣人，中华民国军事将领。

## 生平
陸軍官校第22期、陸軍指揮參謀學校正則班第17期畢業。歷任国民革命军第五十二军第333師師長、軍長，1979年至1982年，担任澎湖防衛司令部司令官。1982年5月11日至1984年3月17日，担任中华民国陸軍後勤司令、聯勤中將副總司令等職務。